# Jean Grey
Pour les articles homonymes, voir Marvel Girl, Phoenix et Grey.
Jean Grey est une super-héroïne évoluant dans l'univers Marvel de la maison d'édition Marvel Comics. Créé par le scénariste Stan Lee et le dessinateur Jack Kirby, le personnage de fiction apparaît pour la première fois dans le comic book Uncanny X-Men #1 en septembre 1963.
Membre originelle de l'équipe des X-Men, Jean Grey a tout d’abord utilisé le nom de code Strange Girl (en version originale Marvel Girl) avant de changer son alias en Phénix (Phoenix) quand la Force Phénix (en) modifia ses pouvoirs. Plus tard, elle se retourna contre les X-Men en adoptant le nom de Phénix noir (Dark Phoenix).
Jean Grey est une mutante, née avec des capacités de télépathie et de télékinésie.
La mort de Jean Grey, fait rarissime pour un héros Marvel à l'époque où celle-ci arriva, causa un grand désarroi pour les lecteurs de la série. Le personnage revint plus tard à la vie, mais disparut une nouvelle fois.
Au cinéma, le grand public connait Jean Grey sous les traits des actrices Famke Janssen puis Sophie Turner.

## Biographie du personnage

### Activités précoces de mutante
Les pouvoirs de Jean Grey se manifestent dès ses dix ans, lorsqu’elle lit malgré elle les pensées de son amie Annie Richardson en train de mourir, percutée par une voiture. Jean sent l’esprit de son amie vaciller puis s’éteindre en mourant, et manque même de mourir avec elle.
Pendant trois ans, ses parents font appel à des spécialistes pour sortir Jean de son état catatonique mais le seul qui y parvient est le professeur Charles Xavier. Celui-ci découvre qu’elle est une mutante dépassée par son pouvoir télépathique. Il décide donc de bloquer psychiquement cette capacité pour la laisser évoluer à son rythme. Tout en restant chez ses parents, Jean suit de nombreux entraînements avec le Pr Xavier destinés à développer et à contrôler ses pouvoirs télékinésiques, jusqu’à ce qu’elle soit adolescente.

### La première X-Woman

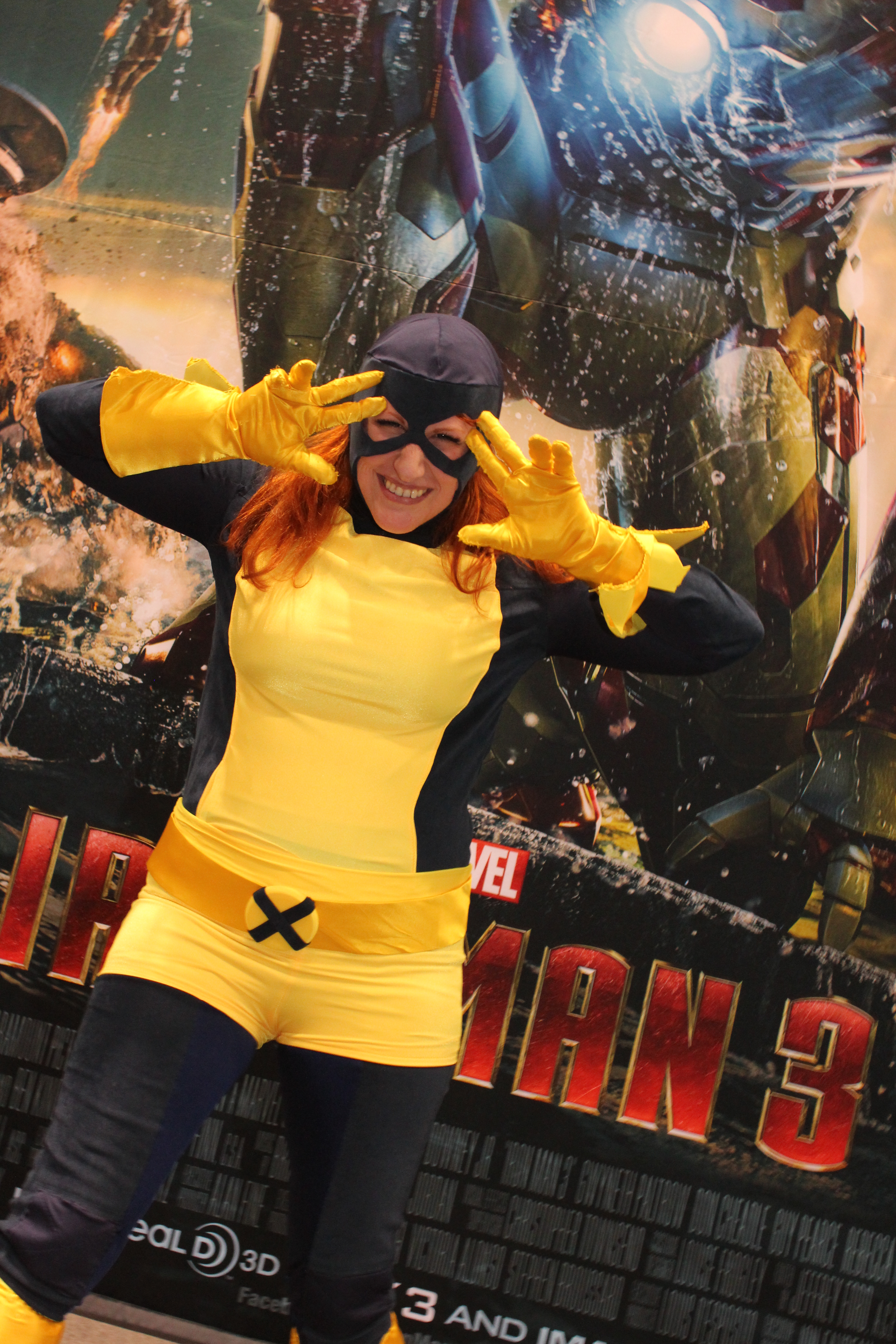
Cosplay de Jean Grey en tant que Strange Girl (autre costume).

À l’adolescence, Jean quitte ses parents et fréquente l’école pour jeunes surdoués du professeur Xavier. Elle rejoint ainsi l’équipe des X-Men sous le nom de code Strange Girl, devenant de ce fait la première femme à rejoindre le groupe.
Uncanny X-Men no 2 (novembre 1963) précise que Jean ne peut utiliser sa télékinésie que sur de la matière n’excédant pas le poids de 6 à 7 personnes. Au-delà, les efforts seraient trop importants et elle risquerait de s’évanouir.
Dans Uncanny X-Men no 3 (janvier 1964), il est révélé que Angel, Cyclope et le professeur Charles Xavier sont tous trois amoureux de Jean Grey mais qu’aucun ne veut précipiter les choses. Cyclope craint que ses pouvoirs ne lui échappent et ne la blessent. Pour ce qui est du Professeur, il ne veut rien révéler à Jean parce qu'il est son supérieur.
Uncanny X-Men no 7 (septembre 1964) suggère que Jean est attirée par Cyclope. Son coéquipier Angel le comprend mais non Cyclope lui-même.
Jean compare le physique de Cyclope à celui de l’acteur Richard Chamberlain dans Uncanny X-Men no 11 (mai 1965).
Elle est alors la seule membre de l’équipe épargnée lors de leur confrontation avec Le Fléau. Elle doit soigner Angel, le Fauve, Cyclope et Iceberg.
Uncanny X-Men no 14 (novembre 1965) montre le sentiment d’impuissance de Cyclope à disputer l’affection de Jean à Angel.
Le Pr Xavier décrit à Jean, dans Uncanny X-Men no 20 (mai 1966), sa rencontre dans l’Himalaya avec le mal incarné : l’extra-terrestre Lucifer. De cette aventure découle la perte de sa mobilité. Jean apparaît alors comme la confidente du Professeur parmi les X-Men.
Uncanny X-Men no 22 (juillet 1966) entretient le triangle amoureux entre Jean, Angel et Cyclope. Elle accorde un rendez-vous au premier mais insiste pour qu’ils passent prendre le deuxième en route. Finalement cela attise la frustration des deux hommes.

### Étudiante
Uncanny X-Men no 24 (septembre 1966) voit Jean quitter l’école pour l’université que Johnny Storm fréquente déjà.
Elle est prête à continuer la collaboration avec les X-Men. Cette époque a fourni plusieurs intrigues secondaires où Jean gagne nombre d’amis étudiants. Le plus présent d’entre eux, Ted Roberts, est très attiré par sa nouvelle camarade et se révèle être le frère du super-vilain l’Homme de cobalt.
Uncanny X-Men no 27 (décembre 1966) présente les X-Men en sous-effectif : Jean étudie à l’université et ne peut trouver du temps pour les X-Men, Angel est blessé et Cyclope démissionne de son rôle de chef de troupe. Le Pr Xavier tente alors de rallier Vif-Argent, la Sorcière rouge et Spider-Man comme remplaçants, mais les trois refusent. Au même moment pourtant, Jean confectionne de nouveaux uniformes pour l’équipe.
Dans Uncanny X-Men no 33 (juin 1967), Jean et Cyclope se retrouvent en duo lors d’une mission. Ils sont téléportés par le Docteur Strange au temple de Cyttorak en Corée du Nord. Croyant demander assistance à l’Ancien (the Ancient One), c’est Strange qui fut donc contacté. L’épisode se conclut sur la perspective d’un Pr Xavier kidnappé par le groupe de super-vilains Facteur Trois (en), constitué du Colosse, de Miméto, du Cerveau, de Mutant-Master, d’Unus l'intouchable et du Fantôme.
Uncanny X-Men no 34 (juillet 1967) confirme que Ted Roberts connaît l’identité secrète de Jean Grey, ainsi que son implication avec les X-Men. Roberts la convainc de combattre son frère. Elle parvient à localiser Facteur Trois en Europe centrale en contactant Le Hurleur dans Uncanny X-Men no 35 (août 1967). Uncanny X-Men no 36 (septembre 1967) voit la victoire des X-Men sur Facteur Trois grâce notamment à l’accroissement des pouvoirs télékinésiques de Jean. L’équipe retrouve le Pr Xavier dans Uncanny X-Men no 39 (décembre 1967).

### Conspirateurs
Uncanny X-Men no 41 (février 1968) voit le Professeur X et Strange Girl agir de manière suspicieuse l’un vis-à-vis de l’autre et entretenir des secrets à l’égard des autres X-Men. Si le mentor des X-Men meurt apparemment dans Uncanny X-Men no 42 (mars 1968), la suite montrera que Miméto avait pris sa place pendant que le vrai professeur préparait une mission secrète. Jean garde secrète la survie de ce dernier, même auprès de ses coéquipiers X-Men pendant un temps.
Uncanny X-Men no 46 (juillet 1968) montre ce qui semble être la fin de l’ère X-Men. Fred Duncan, leur officier de liaison au FBI, considère que l’équipe est devenue une cible trop évidente face à la croissance exponentielle de la population mutante. Il pense que les X-Men seraient plus efficaces dans des actions individuelles réparties à travers le pays. Au même moment, le Pr Xavier souhaite utiliser son domaine de Westchester pour une cause caritative, donnant à chacun des cinq X-Men actifs un poste d’administrateur. Cela assure qu’ils restent en contact. Jean et Cyclope restent à New York tandis que le Fauve et Iceberg déménagent en Californie. Warren voyage en nomade à travers le pays.
Dans Uncanny X-Men no 48 (septembre 1968), Jean termine ses études et trouve un emploi en tant que modèle. Son premier travail est de promouvoir une ligne de maillots de bains. Uncanny X-Men no 49 (octobre 1968) voit l’équipe des X-Men se regrouper face à Mesméro. À cette occasion, Strange Girl fait la connaissance d’une nouvelle équipière : Polaris. Elles deviennent vite amies. Dans Uncanny X-Men no 54, Jean est aussi présentée au jeune frère de Cyclope, Alex Summers, qui vient de terminer ses études. Il ne tarde pas à rejoindre les X-Men sous le nom de code Havok.
Uncanny X-Men no 65 (février 1970) révèle finalement que le professeur Xavier est toujours vivant, en sûreté dans une chambre secrète sous l’école, caché avec l’aide de Jean. Il passe tout ce temps à préparer une défense contre les Z’nox, une race extra-terrestre venue envahir la Terre. Uncanny X-Men no 66 (mars 1970) est la dernière histoire consacrée aux X-Men originels.

### Réorganisation des X-Men
Dans le hors-série Giant-Size X-Men no 1 (mai 1975), un flashback nous montre qu’un mutant extrêmement puissant avait été localisé par le Pr Xavier dans l’île de Krakoa. Jean fut envoyée avec Cyclope, Angel, Havok, Iceberg et Polaris pour enquêter. Seul Cyclope, sans connaissance, en était revenu. Le professeur devait retrouver le reste de son équipe mais Le Fauve avait rejoint les Vengeurs et Cyclope n’était pas en état d’assumer seul cette mission. En conséquence, le professeur Xavier recruta de nouveaux membres pour porter secours aux vétérans.
Dans l’ordre, arrivèrent :
- Diablo (Nightcrawler en VO), localisé à Winzeldorf en Allemagne de l'Ouest ;
- Serval (Wolverine), localisé à Québec au Canada ;
- Le Hurleur (Banshee), localisé à Nashville aux États-Unis ;
- Tornade (Storm), localisée au Kenya ;
- Feu du soleil (Sunfire), localisé à Osaka au Japon ;
- Colossus, localisé au kolkhoze Ust-Ordynski près du lac Baïkal en Union soviétique ;
- Épervier (Thunderbird), localisé dans la réserve indienne de Camp Verde aux États-Unis.

La nouvelle équipe parvient à retrouver leurs prédécesseurs et, découvrant que le mutant recherché est en fait l’île elle-même (un écosystème absorbant les mutants), l’envoie dans l’espace.
Dans Uncanny X-Men no 94 (août 1975), le premier après la reprise du scénario par Len Wein et Chris Claremont, Jean décide de quitter l’équipe. Angel, Havok, Iceberg, Polaris et Feu du soleil partent en même temps qu’elle ; Le Fauve était, lui, déjà parti rejoindre les Vengeurs. Les X-Men renouvelés comprennent donc sept membres : le Hurleur, Colossus, Cyclope, Diablo, Épervier, Serval et Tornade.
Jean apparaît ensuite dans Uncanny X-Men no 97 (février 1976), où elle vient souhaiter un bon voyage au professeur Xavier qui part en vacances aux Bahamas. Elle est accompagnée par Colossus, Cyclope, Diablo et Tornade. Immédiatement après le départ du professeur, les cinq X-Men restants sont attaqués par Havok et Polaris, sous l’influence psychique d’« Erik le Rouge ». Jean doit sa survie à l’intervention de Tornade.
Uncanny X-Men no 98 (avril 1976) dépeint un rendez-vous entre Jean et Cyclope gâché par une attaque des robots Sentinelles. Jean se retrouve enlevée par celles-ci, avec Serval et le Hurleur. Lors de leur interrogatoire, elle met en rage leur ravisseur, Steven Lang, en le traitant de nazi. La gifle qu’il lui donne a pour résultat de rendre fou furieux Serval, qui parvint à les faire se libérer de leurs liens. Malheureusement, retenus sur une station orbitale, ils ne parviennent pas s’enfuir. Jean et ses deux compagnons devront attendre la tentative de leurs alliés X-Men dans Uncanny X-Men no 99 (juin 1976) pour se voir délivrés dans le numéro suivant.

### La naissance du Phénix

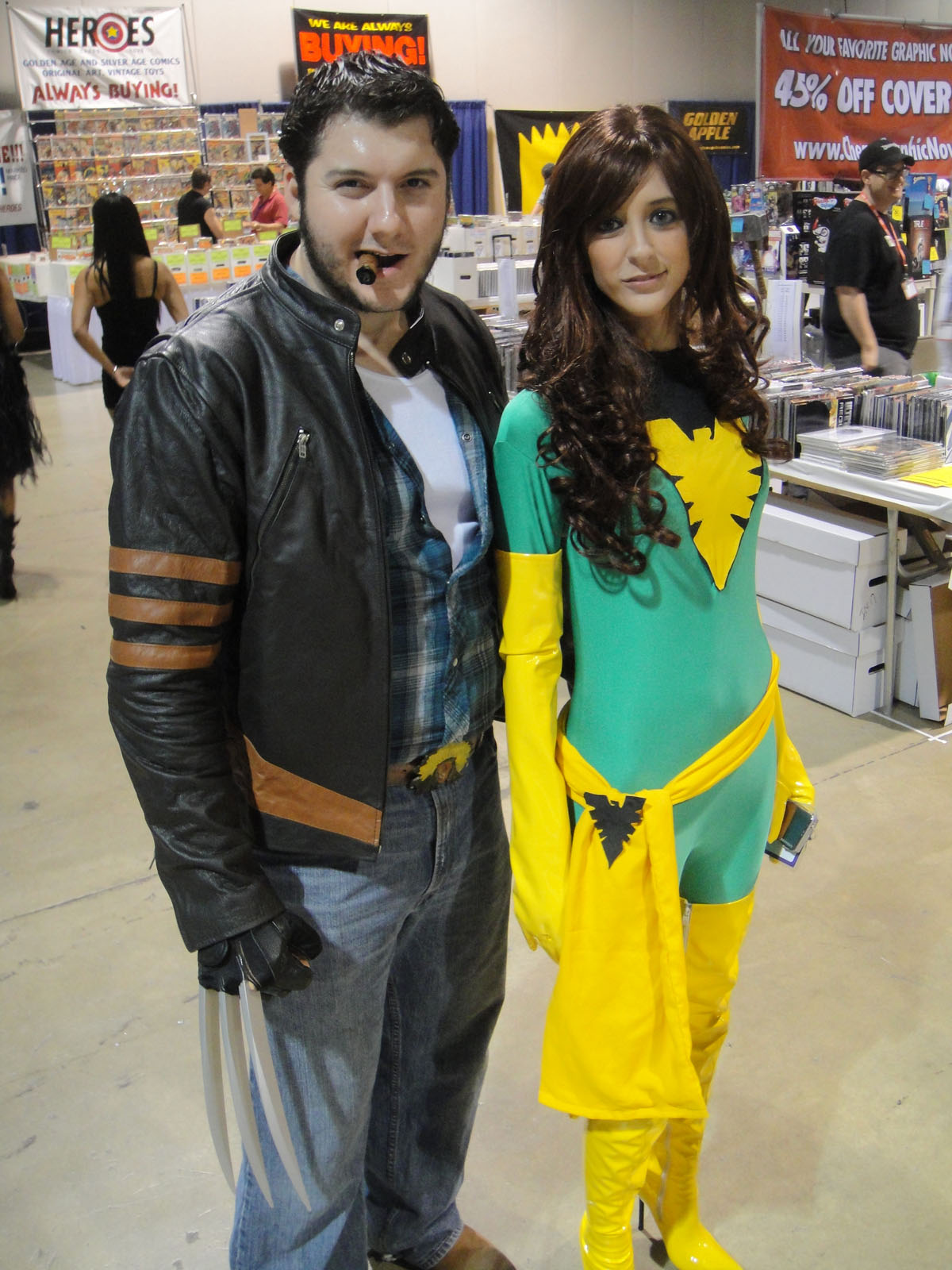
Cosplay de Jean Grey en tant que Phénix (avec à ses côtes Wolverine).

De retour de l’espace, Jean pilote une navette alors qu’a lieu un important orage solaire. Elle ne doit sa survie qu’à l’intervention de l’entité cosmique connue sous le nom de Force Phénix (en). La navette s’écrase alors dans la Baie de Jamaica. Le Phénix prend l’identité de Jean (qui est mise en animation suspendue dans un cocon au fond de l’eau), avec des pouvoirs démultipliés.
Outre une augmentation radicale de ses pouvoirs mutants originels, lui permettant désormais par exemple de voler dans les airs, elle devient capable de manipuler une puissance énergétique « directement puisée à la fournaise solaire » et de transmuter son corps de chair en une entité énergétique qui, quand son pouvoir se manifeste à plein, prend la forme d'un oiseau de feu avec lequel elle se confond.
Phénix (qui pense elle-même être Jean Grey) poursuit sa liaison avec Cyclope. Même le Professeur Xavier ne détecte pas la substitution.

#### La saga du Phénix noir
L'un des épisodes les plus remarquables de Jean Grey est « La saga du Phénix noir (en) » (The Dark Phoenix Saga), relatée dans Uncanny X-Men #101-108 et 129-138.
En parallèle des aventures des X-Men, un autre groupe de mutants, le Cercle intérieur du Club des damnés, projette de détruire l'équipe. Le Cerveau, un mutant capable de fausser la vision du monde réel chez ses victimes et aspirant candidat au Club des Damnés, décide de manipuler Jean Grey-Phénix dans le but d’en faire sa Reine noire. Le Cerveau pense qu’en utilisant Jean, il pourra asseoir sa suprématie sur le Cercle intérieur. Sous le contrôle mental du Cerveau, Jean voit le monde qui l’entoure comme si elle vivait au XVIIIe siècle. Elle devient une femme de pouvoir et ses amis de vulgaires pantins (Ororo est une esclave, Peter un paysan, etc.). Durant la bataille finale entre les X-Men et le Club des damnés, les premiers sont vaincus (à l’exception de Wolverine). Le Cerveau, qui tient encore Jean sous sa coupe, affronte Scott Summers (Cyclope) sur le plan mental et le tue dans un duel à l’épée. Jean, surprise par la brusque interruption du lien psychique qui l’unissait à Scott, reprend le contrôle de son esprit, détruisant par là même l’illusion créée par le Cerveau. Elle réduit celui-ci à l’état végétatif et, avec l’aide des X-Men libérés, met fin aux activités criminelles du Club des damnés.

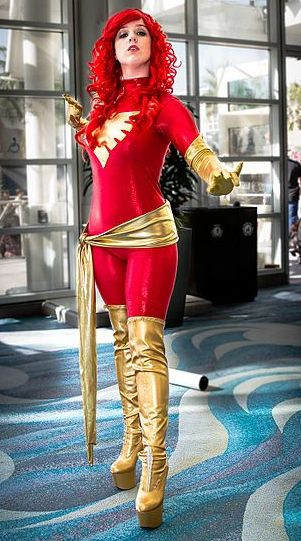
Cosplay de Jean Grey en tant que Phénix noir.

La fin du lien psychique entre Jean et Scott est le début de la « saga du Phénix noir ». Traumatisée par sa perte temporaire de personnalité à cause du Cerveau, Jean Grey, alias le Phénix se transforme en un être maléfique et destructeur, sa personnalité de femme douce et généreuse cédant devant celle du Phénix noir.
Elle combat ensuite les X-Men puis quitte la Terre, sort du système solaire et dévore une étoile pour en absorber l’énergie. Ivre de pouvoir, elle anéantit les milliards d’êtres qui peuplaient une planète proche de l’étoile. Elle détruit aussi un vaisseau amiral Shi'ar dont l'équipage a été témoin de cette scène. De retour sur Terre, elle affronte le Professeur Xavier, mais celui-ci parvient à l’arrêter en emprisonnant son pouvoir dans un entrelacs d'énergie psychique infranchissable. À l’issue du combat, Jean perd alors les pouvoirs du Phénix, ne possédant plus que la puissance originelle de Strange Girl.
Pendant ce temps, devant la menace pour l'univers que représente le pouvoir du Phénix, la Garde impériale Shi'ar se rend sur Terre et capture Jean, ainsi que le reste des X-Men. Sur la face bleue de Lune, inhabitée, les Shi'ar organisent une sorte de tournoi opposant leur propre équipe de huit héros (Earthquake, Gladiator, Hussar, Manta, Oracle, Smasher, Starbolt et Warstar) aux X-Men, afin de décider du sort qu'ils réserveront à Jean. Tour à tour Tornade, Angel, Serval (Wolverine en VO), Diablo, le Fauve et Colossus tombent. Il ne reste plus que Jean et Scott. Lorsque leurs huit opposants fondent sur eux, Jean retrouve ses pouvoirs de Phénix. Mais, consciente qu'elle pourrait redevenir le Phénix noir, elle choisit de se suicider pour éviter de détruire les Shi'ar, ses amis X-Men et pour épargner l'univers.
Cette longue saga sur le déclin et la chute de Phénix, écrite par Chris Claremont et dessinée par John Byrne, est considérée comme l'une des meilleures histoires de comics des années 1970. Grâce à leur coopération sur les X-Men, Claremont et Byrne feront leur entrée en 2015 dans le Hall of Fame des prix Eisner (l'équivalent des Oscars pour les comics).

### Résurrection
La mort de Jean Grey fut un choc pour les lecteurs. En effet, à l'époque, il n'y avait eu dans l'univers Marvel que trois morts aussi marquantes : celle de Bucky Barnes, le partenaire de Captain America dans les années 1940 (mort en 1964),, celle de Gwen Stacy, la fiancée de Peter Parker, alias Spider-Man (morte en juin 1973), et celle d’Épervier (Thunderbird), un des nouveaux X-Men.
À la suite de cet évènement, Chris Claremont subit des menaces de mort (comme Frank Miller lorsqu'il tua le personnage d'Elektra en 1982). L'idée qu'un super-héros ou une super-héroïne puisse mourir n'était pas concevable à l'époque, et ceci d'autant plus qu'aucun ne pouvait « ressusciter » au gré des multivers, inexistant dans ce temps. Pendant cinq ans, la mort de Jean Grey est restée comme définitive, jusqu'à ce que les éditeurs de Marvel Comics décident de mettre en place un twist scénaristique pour la faire revenir, rendant la mort des super-héros beaucoup moins tragique par la suite.
En effet les Quatre Fantastiques et les Avengers découvrirent un cocon au fond de l'eau près de Jamaica Bay et Jean Grey en sortit. La survie de Jean Grey fut révélée quand les membres fondateurs des X-Men formèrent Facteur-X, qu’elle rejoignit à son réveil du coma. Entretemps, Cyclope s’était marié à Madelyne Pryor, sosie de Jean Grey (en fait son clone). Quand Cyclope retourna vers Jean, Madelyne se sentit trahie. Jean apprit la vérité de la bouche de leurs autres coéquipiers ; elle fut choquée par cette découverte et surtout par le fait que Scott ait abandonné sa famille pour elle. Utilisée par les ennemis des X-Men, Madelyne Pryor devint la Goblyn Queen lors du crossover Inferno et mourut dans un combat l’opposant à Jean. Elle se suicida après avoir établi un lien télépathique avec sa rivale, espérant en vain l’entraîner dans la mort avec elle.
Membres de Facteur-X: 
- Cyclope (Scott Summers, leader)
- « Strange Girl » (Jean Grey)
- Iceberg (Bobby Drake)
- le Fauve (Hank McCoy)
- Angel (Warren Worthington III)

Ils entraînèrent :
- Big Bang (Tabitha Smith)
- Rictor
- Skids
- Rusty Collins
- Artie Maddicks (en) et la Sangsue.

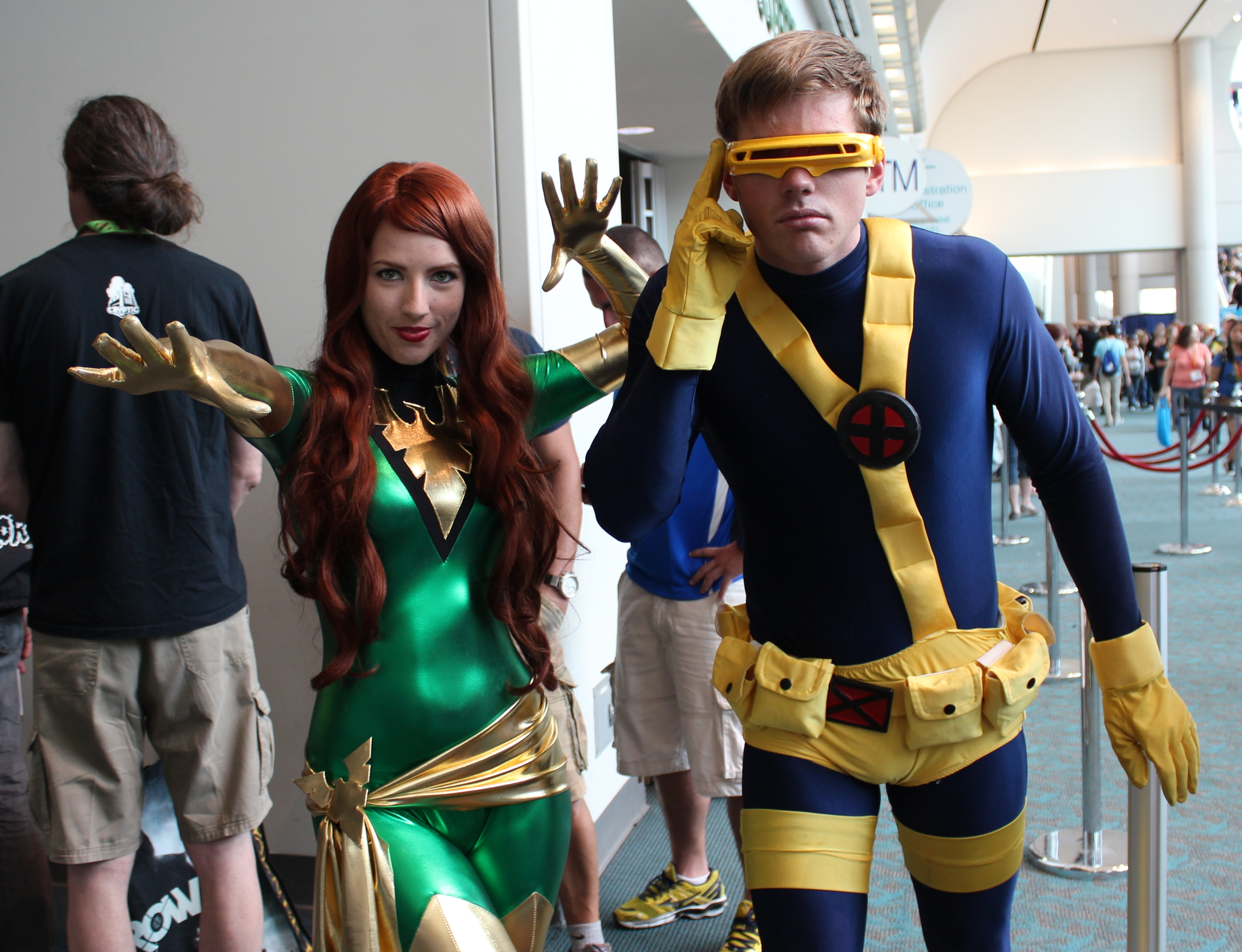
Cosplay de Cyclope (costume datant de son retour chez les X-Men) aux côtés de Jean Grey (Phénix).

Enfin, Cyclope et Jean réintégrèrent l'équipe des X-Men au retour du professeur X de son long séjour dans l'espace avec les Starjammers et après la bataille de l'île de Muir. L'équipe fut alors divisée en 2 : l'équipe Bleue, dirigée par Cyclope et l'équipe Or, dirigée par Tornade dont faisait partie Jean.
Lors du crossover Le chant du Bourreau Jean et Scott ont été enlevés par les Cavaliers d’Apocalypse et livrés à Mr Sinistre, qui s’était fait passer pour Apocalypse puis amenés à Stryfe, un mutant venu du futur allié à Apocalypse. Stryfe les tortura et finit par leur avouer qu'il était Nathan revenu du futur afin de se venger d'eux pour l'avoir abandonné. Mais son ennemi, Cable, venu du futur aussi, intervint et Stryfe délaissa ses prisonniers pour le combattre. Au cours de leur combat sur la lune, Stryfe et Cable ont disparu dans un flot temporel. Jean et Scott purent s'enfuir.
Cable a retrouvé le chemin du présent. M. Sinistre est apparu et a informé Cable que Stryfe s'était trompé sur leurs origines. Stryfe était le clone. Cable était le vrai Nathan Summers. Sinistre a également informé Cable que Tolliver, un marchand d'armes avec lequel Cable et X-Force avaient eu des accrochages, n'était autre que le fils adoptif de Cable, Tyler Dayspring. Cable croyait que Stryfe avait été tué, cependant, Stryfe avait en fait survécu en tant que conscience au fond de l'esprit de Cable. Sinistre a permis à Stryfe de prendre le contrôle du corps de Cable. Tyler et Stryfe ont tous deux appris leurs véritables origines, mais la connaissance était trop difficile à gérer pour Stryfe et il a refusé de le croire. Cyclope, Jean, Xavier et Domino ont convaincu Stryfe de s'expulser de l'esprit de Cable. Tyler s'est échappé dans la confusion. Lorsque Cable fut à nouveau lui-même, il interrogea Scott sur sa mère avant de partir. Scott a finalement eu la plupart de ses réponses, et le père et le fils ont enfin commencé à réparer leur relation.
Le jour de Thanksgiving, Jean a finalement proposé de se marier à Scott. Jean et son amour de longue date se sont finalement mariés. Jean a dit à Rachel Summers qu'elle espérait qu'elle serait bientôt née dans cette chronologie. Par la suite, Rachel Summers s'est sacrifiée pour s'exiler dans le temps pour sauver son coéquipier d'Excalibur, Captain Britain. Rachel a fait surface deux mille ans dans le futur où Apocalypse dirigeait le monde.

### Déplacement dans le futur
Pendant leur lune de miel sur les plages de Saint-Barth, les consciences de Jean et Scott ont été prises 2000 ans dans le futur par une Rachel âgée, devenue la matriarche du clan Askani, Mère Askani, après que la Force Phoenix l'ait abandonnée des années plus tôt. Comme leurs propres corps n'auraient pas pu survivre au voyage dans le temps, Jean et Scott ont habité de nouveaux corps clonés à partir de leurs descendants.
Rachel les avait emmenés au moment juste après que le jeune fils de Scott, Nathan, le garçon qui deviendrait un jour Cable, soit arrivé pour la première fois dans le futur infecté par un virus techno-organique après que Scott l'ait envoyé là-bas pour trouver un éventuel remède. Le virus techno-organique se propageait et ne pouvait être maîtrisé que par la télékinésie.
Sous les pseudonymes de Redd et Slym Dayspring, Jean et Scott ont élevé le garçon ensemble pendant que Rachel était allongée dans le coma, maintenue en vie par des machines. Slym et Redd n'ont jamais parlé à Nathan de leurs véritables origines ou des siennes, l'amenant plutôt à croire qu'il était né dans le futur et qu'ils étaient ses "parents adoptifs". Ils ont rejoint la rébellion de clan inspirée par Askani pour saper l'empire d'Apocalypse. Pendant ce temps, un clone de Nathan sans virus était développé à partir de ses cellules saines au cas où le virus l'aurait tué. Ce clone été capturé par Apocalypse qui l'a nommé Stryfe et l'a élevé pour qu'il devienne son nouvel hôte pour la prochaine fois qu'Apocalypse aurait besoin de changer de corps.
Après douze ans, Nate, Slym et Redd ont empêché Apocalypse de tuer Stryfe et l'ont détruit une fois pour toutes. Ce jour-là, Rachel mourut finalement de vieillesse. Jean et Scott ont été renvoyés dans leurs corps légitimes dans le présent, laissant Nate seul et Stryfe sous la garde de l'ancien serviteur d'Apocalypse, Ch'Vayre, qui a promis d'essayer de l'élever correctement.

### Onslaught
Au début du crossover Onslaught, Jean a été confronté à l'entité psychique nommée Onslaught dans le plan Astral où il a affirmé qu'il pourrait lui redonner le pouvoir de la Force Phénix si elle le rejoignait. Après avoir initialement refusé, Onslaught lui a montré les souvenirs cachés du professeur Xavier, où Jean a été choquée d'apprendre que sa figure paternelle et son mentor était autrefois amoureux d'elle. Il a laissé Jean avec son nom sur son front.
Le Fléau effrayé (Onslaught l'a propulsé du Canada jusqu'au New Jersey) est venu demander de l'aide à Jean qui a tenté de supprimer les blocages mentaux que Onslaught lui avait soumis pour l'empêcher de révéler sa véritable identité. Quand Jean a appris que Onslaught était Xavier lui-même, il l'a muselé psioniquement. Après qu'Onslaught ait vaincu les X-Men, elle a envoyé un message SOS aux autres X-teams les avertissant que les X-Men avaient été trahis par l'un des leurs. Des fragments de ce message ont survécu jusqu'à l'avenir de Bishop.
Il a été déterminé que Xavier avait été transformé en Onslaught à la suite de sa tentative d'effacer l'esprit de Magneto. Bien que les X-Men aient vaincu l'entité maléfique et libéré le professeur Xavier, la plupart des héros de la Terre se sont volatilisés pendant un certain temps. Le professeur Xavier a été laissé impuissant après la défaite d'Onslaught et a été arrêté pour son rôle dans les événements. Jean et Scott sont restés à la tête des X-Men et codirecteurs de l'école.

### Nate Grey
Jean a découvert le puissant adolescent mutant ballotté par le temps connu sous le nom de Nathaniel « Nate » Grey. Nate était le fils génétiquement modifié par Sinistre de Jean et Scott d'une réalité alternative l'(age d'Apocalyspe). Essentiellement, Nate était une version plus jeune de Cable. Nate possédait un vaste pouvoir télépathique et télékinésique. Nate a involontairement ressuscité Madelyne Pryor dans une tentative subconsciente de tendre la main à sa « mère ». Nate a essayé de réabsorber Madelyne, seulement pour découvrir qu'il ne pouvait pas, car elle était devenue indépendante. Bien qu'elle ait ramené sa rivale dans sa vie, Jean s'est séparée de Nate en bons termes.

### Opération: Zéro Tolérance
L'opération de chasse aux mutants parrainée par le gouvernement connue sous le nom d'« Opération : Zéro Tolérance » à la suite de la disparition des héros de la terre a pris effet quand Bastion a capturé les X-Men: Jean, Cyclope, Tornade, Wolverine et Rocket. Le SHIELD est parvenu à arrêter l'opération, mais pas avant que Bastion ne puisse placer une bombe nanotechnologique dans la poitrine de Scott. Le nouveau membre des X-Men, un médecin mutant nommé Cecilia Reyes, a sauvé la vie de Scott.
Par la suite, Jean et Scott ont pris un congé des X-Men pour qu'ils puissent récupérer. Lors du trajet en avion vers l'Alaska, ils ont brièvement combattu un bataillon de soldats de l'A.I.M.. Pendant son congé, Scott a réuni les X-Men originaux pour réévaluer le rêve du professeur Xavier d'une coexistence pacifique entre les mutants et les humains. Jean s'est mise à porter le costume de Phénix vert et or. Elle a également manifesté l'oiseau de feu du Phénix pendant un entraînement. Scott a commencé à s'inquiéter du retour du Phénix jusqu'à ce que Jean perde ses pouvoirs à la suite de la guerre psi contre le Roi d'Ombre. Le couple est resté à la retraite ensemble et la question du retour du Phénix a été abandonnée pendant un certain temps. Le professeur X est retourné diriger les X-Men en leur absence. Nate Gray leur a également rendu visite pendant cette période. Avec les liens entre Nate et ses "parents" renforcés, Scott a présenté à Nate l'un de ses anciens uniformes de Facteur-X.

### Les Douze
Scott et Jean sont retournés chez les X-Men quelque temps après à la demande de Tornade qui était préoccupé par le bien-être mental du professeur X. Il avait fait semblant de perdre le contrôle afin de découvrir un traître qu'il avait pressenti dans les rangs des X-Men. Le traître s'est avéré être un Skrull qui avait remplacé Wolverine (depuis X-Men vol.2 #90) dans un complot ourdi par Apocalypse et les Skrulls.
Apocalypse voulait accéder au pouvoir cosmique en assemblant les "Douze" - un groupe de mutants qui déterminerait le sort de leur espèce qui comprenait Scott, Phénix, Iceberg, le professeur X, Tornade, Magneto, le Monolithe vivant, Bishop, Polaris, Sunfire, Mikhaïl Raspoutine, Nate Gray et Cable. Pour sécuriser un nouveau corps hôte, Apocalypse a cherché à rassembler les mutants dont il avait besoin pour mener à bien son plan. Ils étaient câblés à une machine qui canaliserait les énergies des Douze dans Apocalypse, lui permettant d'absorber le corps de Nate Grey. Alors que ses coéquipiers tombaient autour de lui, un Scott impuissant a sauvé Nate et a fusionné avec le futur conquérant pour créer une nouvelle entité maléfique. Jean a détecté la psyché de Scott à l'intérieur d'Apocalypse et a empêché les X-Men de le détruire, cependant, il a été présumé mort par la plupart de ses coéquipiers. Seuls Jean et Cable ont refusé de croire que Scott avait péri, date à laquelle Cable a rejoint les X-Men pour honorer son père.

### Le retour de Scott
Enquêtant sur les rumeurs selon lesquelles il était vivant, Jean et Cable ont trouvé Scott au lieu de naissance d'Apocalypse à Akkaba, en Égypte, luttant pour réaffirmer son esprit sur la psyché machiavélique. Jean a exorcisé le seigneur de guerre de Cyclope et Cable a brisé son essence. Grâce au soutien de sa femme et de son fils adoptif, Scott a pu se débarrasser des effets dévastateurs de sa fusion avec Apocalypse et a rejoint les X-Men.

### Eve of Destruction
Avec le virus Legacy guéri grâce au sacrifice de Colossus, Magneto devient obsédé par la mort des X-Men.
Magneto attaque le manoir des X-Men et kidnappe Xavier pour l’emmener à Genosha, où il crucifie son ancien ami et place un appareil sur le crâne de Xavier qui neutralise ses pouvoirs. Les actions de Magneto surviennent alors que les X-Men sont à leur point le plus faible en termes de force. Il ne reste plus que Jean Grey, Wolverine et Cyclope pour faire face au dernier jeu de pouvoir de Magneto.
Alors que Wolverine et Cyclope s'infiltrent dans Genosha en éclaireurs, Jean Grey rassemble une équipe variée de mutants. Deux sont des civils néophytes nommés Omerta et Wraith. Jean recrute Northstar, membre d'Alpha Flight, et Joanna "Frenzy" Cargill, femme forte mutante et partisane de Magneto, à laquelle Jean Gray lave littéralement le cerveau pour qu'elle devienne une X-Man. Sunpyre, inconnue de Jean, apparaît à la place de l'aide attendue de Sunfire. La situation est tellement extrême que Jean accepte quand même son aide. Omerta et Northstar en viennent littéralement aux mains, car Omerta a des préjugés contre l'homosexualité de Northstar. Ils sont rejoints par l'ancienne X-Man Dazzler,.
Les X-Men de fortune sont attaqués alors qu'ils atteignent Genosha, leur avion est détruit et ils sont magnétiquement portés sur la place Magda, une arène que Magneto a mise en place pour l'inévitable confrontation. Montrant Xavier crucifié, Magneto est attaqué par Dazzler, que Magneto désintègre avec une explosion d'énergie électromagnétique. Cela conduit à une bataille totale entre les X-Men improvisés et Magneto, alors que Cyclope et Wolverine rejoignent la bataille. L'arrivée de Wolverine conduit Magneto à maîtriser le mutant griffu et à proclamer qu'il va à nouveau retirer l'adamantium de son squelette, mais à sa grande surprise, il se retrouve incapable de le faire car le professeur X le retient par télépathie.
À ce stade, Xavier se révèle et explique qu'Amelia Voight l'a libéré de sa croix au début de la bataille pendant que Jean Grey les cachait télépathiquement, Dazzler a utilisé ses pouvoirs pour créer un hologramme d'elle-même (ce que Magneto a "détruit" ) alors qu'elle prenait la place de Xavier sur la croix, utilisant ses pouvoirs pour se faire passer pour Xavier. Magneto se rend compte que les X-Men ont déjoué ses plans mais reste provocant quant à ses plans de militarisation de Genosha et de transformer le pays en une superpuissance mondiale agressive au nom des mutants. Wolverine lui répond en le poignardant de ses griffes dans le ventre et les X-Men laissent Magneto saigner au sol.

### New X-Men: Directrice de l'Institut Xavier
Après avoir subi une mutation secondaire, la télékinésie de Jean est revenue.
À la suite du dévoilement du statut mutant du professeur X dans le monde entier, alors qu'il était secrètement sous l'influence de Cassandra Nova, son école a ouvert ses portes à la population mutante dans son ensemble. Xavier/Nova a quitté la Terre et Jean finit par devenir la directrice de l’Institut Xavier. Scott est revenu chez les X-Men, mais son association avec Apocalypse lui avait donné une personnalité plus sombre et plus sérieuse que jamais. Jean, confuse par le changement dans leur relation, se confia à Logan et les deux se sont embrassés dans les bois à l'extérieur de l'école, mais Logan s'est éloigné, disant à Jean que cela ne fonctionnerait jamais entre eux. La combinaison de ses nouvelles responsabilités, de la réémergence de ses pouvoirs de Phénix et de la fusion temporaire de Scott et d’Apocalypse sépara le couple. Emma Frost profita de l’opportunité et entama une relation amoureuse télépathique avec Cyclope. Surprise par Jean, Emma s’engagea dans une lutte psychique contre elle. Cyclope prit alors de la distance avec Jean et les X-Men.

### Les morts successives de Jean
Le X-Man Xorn s'est révélé être un traître qui prétendait être Magnéto. Dupés par cet imposteur, Jean Grey fut peu après fait prisonnière avec Wolverine dans une station spatiale (en réalité l’astéroïde M) qui se dirigeait droit vers le soleil. Plutôt que de regarder Jean mourir d'une mort lente et douloureuse, Wolverine a essayé en vain de tuer Jean et le contact avec l’astre a réveillé la Force Phénix en elle. Utilisant ses incroyables pouvoirs, Phoenix / Jean est retourné avec Logan à New York pour affronter Xorn/Magneto.
Par la suite, le traître  attaqua les X-Men et son dernier acte a été de tuer Jean Grey d’une puissante charge statique. Celle-ci, agonisant dans les bras de Scott, lui dit qu’elle lui pardonnait et lui demanda de continuer à vivre.
Scott a été bouleversé par la mort de Jean. Il a envisagé de quitter les X-Men une fois de plus, mais Jean d'un futur alternatif est intervenue par télépathie pour tenter d'empêcher son sombre avenir de se réaliser. Elle a exhorté Scott à vivre.
Cyclope et Emma ont officialisé leur relation et ensemble ont reconstruit l'Institut Xavier en tant que codirecteurs. Au départ, plusieurs de leurs coéquipiers n'étaient pas très satisfaits de leur relation car ils estimaient que Cyclope et Emma insultaient la mémoire de Jean et le mariage qu'elle et Scott partageaient autrefois. En conséquence, Wolverine a catégoriquement insulté et combattu Scott, le Fauve a déclaré qu'il ne l'aimait plus et Rachel Summers, en particulier, s'est sentie blessée et en colère par le manque de remords de son père pour l'affaire psychique que Jean avait découverte avant sa mort, et le rôle d'Emma. Rachel a ensuite changé son nom de famille en Grey en l'honneur de sa mère. Les autres X-Men ont fini par accepter la relation de Scott et Emma et ils ont réussi à se réconcilier avec Rachel à leur manière, comme en présentant Rachel aux autres membres de la famille de Jean, famille qu'elle n'a pas eu la chance de rencontrer dans sa propre chronologie.

### Le retour du Phénix
Après la mort de Jean Grey, Emma Frost proposa à Scott Summers de diriger l'Institut Xavier avec elle, mais celui-ci refusa, accablé depuis sa disparition. Alors, c'est Hank McCoy, alias le Fauve, qui reprit le flambeau. Mais, avec toutes les nouvelles responsabilités qu'il devait assumer et la fatigue accumulée, il commença à prendre du « kick », une drogue contenant en fait la forme aérosol de la bactérie Sublime. Sublime finit par s'emparer de son corps et détruit quasiment toutes les formes de vie terrestres en 150 ans, excepté celles qu'il a créées.
Au bout de ces 150 ans, le Fauve, toujours sous l'influence de Sublime, rappela la Force Phénix avec l'un de ses œufs qu'il trouva sur la Lune. En cassant l'œuf, il découvrit Jean, qu'il réussit à faire travailler pour lui. Mais bientôt, Jean se rendit compte des véritables activités du Fauve et le mit hors d'état de nuire en extrayant Sublime de son corps puis en désinfectant la planète. La Force Phénix absorba cette réalité et la plaça dans la « Chambre Blanche » (White Hot Room en anglais), qui est une réalité habitée par le Phénix ainsi que d'autres hôtes de celui-ci. Le Phénix et Jean s'unirent une nouvelle fois et Jean atteint l'état le plus achevé qu'un hôte du Phénix puisse atteindre, le Phénix Blanc de la Couronne (White Phoenix of the Crown en anglais). Ensuite, Jean remonta le temps pour atteindre la Terre-611 où elle montra à Scott ce qui arriverait s'il arrêtait de vivre parce qu'elle est morte. Ainsi, Scott devint co-directeur de l'Institut avec Emma Frost, avec qui il entama une relation amoureuse d'ailleurs, et cette réalité put être évitée.
Récemment les Shi'ar ont rappelé l’entité Phénix. Celle-ci échappa à leur contrôle et se rendit sur Terre pour y trouver un hôte, et survivre. Retrouvant le corps de Jean Grey, elle la ressuscita pour la posséder à nouveau. Jean constata que l’entité avait été rappelée trop tôt et qu’elle était mentalement instable. Elle dut affronter les X-Men avant de se téléporter avec Wolverine au pôle Nord où elle lui demanda de la poignarder à plusieurs reprises. Affaiblissant ainsi le Phénix, Jean reprit le dessus et plongea dans l’eau glacée, son corps gelant rapidement. Quand les X-Men arrivèrent sur place, Wolverine leur dit que Jean était morte, « du moins autant qu’elle [pouvait] l’être ». L’entité Phénix prit alors la forme d’Emma Frost mais Jean brisa la glace et reprit possession du Phénix, devenant le Phénix noir. Sous cette forme, elle attaqua ses partenaires mais, constatant tout l’amour que les X-Men lui avaient offert, Jean reprit le contrôle : le Phénix noir devint le Phénix blanc. Jean décida de mourir en paix, non sans avoir vu les yeux de Cyclope pour la dernière fois…

### Résurrection du Phénix
Cherchant désespérément à fusionner à nouveau avec Jean, la force Phénix l'a ressuscitée et l'a placée dans une réalité de poche habitée par ses collègues et ses proches, afin de la préparer lentement à leurs retrouvailles. Jean a inconsciemment vu à travers l'illusion du Phénix et a provoqué des incidents psychiques dans le monde réel sous forme d'appels à l'aide. Les X-Men ont enquêté sur ce phénomène et ont finalement localisé une porte d'entrée dans cet univers de poche au Nouveau-Mexique. Lorsque les mutants sont arrivés, le vieux Logan a réussi à la sortir de l'illusion du Phénix et à retrouver ses vrais souvenirs. Entièrement revenue, Jean a renoncé au Phénix une fois pour toutes, décidant de vivre sa vie avec les douleurs et les pertes qui l'accompagnent naturellement au lieu de céder aux tentations d'une vie parfaite avec le Phénix.

### L'âge de X-Man
Dans la réalité créée par Nate Gray et une graine de vie, un monde où tout le monde sur Terre était mutant et où les relations étaient fortement découragées ou illégales, Jean était membre de l'équipe X-Men. Après une mission réussie pour aider un jeune mutant, Jean et son coéquipier, Bishop, se sont détendus ensemble sur un canapé chez Jean avant de devenir plus intimes et de passer la nuit ensemble. Leur amour interdit a été rapidement découvert par le Département X, Jean ayant de nouveau effacé sa mémoire et toute trace de Bishop effacée de la société. Le lendemain matin, Nate a présenté à l'équipe un dépliant distribué par Murshid En Sabah Nur, un révolutionnaire prêchant les vertus de l'amour.
Elle vivait seule, mais dans le même lotissement que le reste de l'équipe. Jean et le reste des X-Men étaient la principale équipe d'intervention face à toutes les menaces et dangers mondiaux. Au cours d'une mission visant à sauver un couvoir de mutants de la destruction par un incendie de forêt, Jean a reçu une brève émission télépathique de Murshid, la distrayant momentanément du sauvetage d'un groupe de jeunes mutants. Le lendemain, Jean a été renversé par une émission plus forte de Murshid, nommant un lieu et une heure de rencontre à Central Park pour entendre parler de sa résistance à l'individualisme de la société.
Jean et les X-Men ont ensuite été vus au rassemblement de Murshid, écoutant son appel à "embrasser les liens qui font que la vie vaut la peine d'être vécue" et gardant un œil attentif sur la foule rassemblée. Les tensions se sont intensifiées après que Murshid ait embrassé la tête de son fils Evan; des membres de la foule ont commencé à arracher les griffes d'une statue de Wolverine, X-23 et Colossus tentant d'intervenir. Nate a érigé un champ de force pour protéger et séparer les factions rivales, menaçant de réprimer les émotions des manifestants, mais Jean l'a dissuadé de cette ligne de conduite. Murshid et ses X-Tracts sont partis peu de temps après, exprimant son amour des X-Men, et la foule s'est dispersée.
Après une autre mission de secours réussie aux Bahamas, l'équipe a regardé un reportage diffusé sur un discours des X-Tracts, qui annonçait en partie la présence prochaine du groupe à Londres au Xavier Day. Réalisant que le département X n'était pas suffisant pour combattre les révolutionnaires, Jean a appelé les X-Men à prendre position pour les «droits évolutifs» et à affronter les rebelles de front lors du rassemblement.
Colossus, Jean, Magnéto et Nature Girl se sont portés volontaires pour assister au Xavier Day, gardant un œil sur les X-Tracts et gérant la foule des célébrants. Comme promis, Murshid et ses X-Tracts sont arrivés pour prêcher leur message à la foule rassemblée, incitant à des actes flagrants de passion et d'érotisme. L'équipe réunie des X-Men et du Département X s'est avérée incapable de combattre avec succès la foule en colère en utilisant des tactiques traditionnelles. Dans un geste désespéré, Jean a utilisé sa télépathie pour contrôler l'esprit de la foule rassemblée et leur a ordonné de se disperser, une action dont elle ressentait des remords. Se rassemblant pour un débriefing peu de temps après, les X-Men ont été témoins de l'ouverture de gigantesques fissures pliant la réalité à travers le monde. Jean et Nate se sont portés volontaires pour "passer au crible l'énergie psychique" des failles. En volant de faille en faille, Nate révéla à Jean la véritable nature des failles et les souvenirs douloureux du passé qu'elles contenaient. Après avoir observé et fermé plusieurs failles, Jean en est venu à se méfier des images des failles et les a considérées comme un "outil de propagande" des X-Tracts.
Dans un flash-back dans le passé, Jean a été vue avec le professeur Xavier et les cinq X-Men originaux, seulement avec Nate occupant la place initialement occupée par le Fauve. De retour dans le présent, les X-Men et Psylocke ont enquêté sur la mort mystérieuse de Moneta dans un club. Utilisant la capacité de Nature Girl à communiquer avec des "témoins" bactériens du meurtre, ils ont découvert l'implication de Nate et Apocalypse dans la formation de la fausse réalité. Le groupe a choisi de garder leur découverte bien qu'ils aient rapidement inclus Jean dans leurs découvertes via un scan télépathique. X-23 a alors révélé sa découverte d'objets secrets dans sa maison (appartenant à l'ancien occupant Bishop) qu'elle n'avait jamais vus auparavant. Toucher l'un des uniforme de Bishop a déclenché la mémoire de Jean et les souvenirs effacés de son implication avec les X-Men. Une enquête plus approfondie a permis à Jean de se rappeler les détails du combat contre Nate et la création de la chronologie actuelle. Incapables de discerner pleinement quelle chronologie était la bonne, mais réalisant que Nate était le seul à avoir suffisamment de puissance pour créer des chronologies, les X-Men assemblés ont commencé à planifier comment affronter leur coéquipier. Bien qu'ils aient développé une approche plus pacifique pour affronter Nate, les tensions ont débordé lors de leur réunion et les X-Men ont attaqué Nate de front.
Nate a rapidement révélé son implication dans la création et le maintien de la réalité et les conséquences physiques et mentales qu'elle imposait à son corps. Tout en se révélant aux X-Men, des membres de X-Tracts (Colossus, Kitty Pride, En Sabah Nur, Unveil et Dazzler) et de la prison Salle des Dangers (Glob, Anole, Rockslide, Armor, Fauve, Bishop, Scout, Danielle Moonstar et Polaris) ont attaqué le groupe, forçant les X-Men à protéger Nate jusqu'à ce que les choses puissent être réglées. Après une brève escarmouche, Nate a révélé à Jean et aux autres des images de Cyclope et des autres mutants restants de la réalité principale, utilisant les images pour mettre en évidence la douleur et la souffrance causées par leurs relations les uns avec les autres et avec l'humanité. Jean a insisté sur le fait que leurs liens avec les autres étaient ce qui faisait d'eux ce qu'ils étaient et qu'ils devaient pouvoir faire des erreurs ensemble. Les X-Men ont finalement tous décidés de quitter la réalité fabriquée et sont rentrés chez eux, Magnéto utilisant la graine de vie pour permettre aux mutants de quitter l'âge de X-Man.

## Famille
Les parents de Jean Grey sont John et Elaine Grey. Son père était professeur dans le département d’histoire à l’université d’Annandale-on-Hudson dans l'État de New York. Elle a une sœur aînée prénommée Sara, qui épousera plus tard Paul Bailey. Sara sera finalement absorbée par la Phalanx, une race d’extraterrestres qui a évolué vers une conscience commune. Elle survit à travers ses enfants, son fils Joey Bailey et sa fille Gailyn Bailey.
Ceux-ci ont partagé le même nom de code Shatterbox en tant que membres de l’équipe « Lost Boys and Girls » mais ont été plus récemment aperçus vivant avec leurs grands-parents maternels.
Cependant, l’ensemble de la famille Grey a été décimé plus tard par les forces Shi'ar afin d’éliminer tout risque de naissance d’un mutant de niveau Oméga ou d’un hôte de la Force Phénix (en) : seule subsiste Rachel Grey (Rachel Summers, la fille de Jean et de Scott Summers, alias Cyclope).
- John Grey (père, décédé)
- Elaine Grey (mère, décédée)
- Sara Grey-Bailey (sœur, décédée)
- Galen Bailey (nièce, décédée)
- Joey Bailey (neveu, décédé)
- Scott Summers (Cyclope, époux)
- Christopher Summers (Corsaire, beau-père)
- Katherine-Anne Summers (belle-mère, décédée)
- Alexander Summers (Havok, beau-frère)
- Gabriel Summers (Vulcain, beau-frère)
- Philip et Deborah Summers (grands-parents par alliance)
- Madelyne Pryor-Summers (la Reine-Démon, clone, décédée)
- Nathan Christopher Summers (Cable, fils adoptif)
- Stryfe (clone de son fils adoptif, décédé)
- Fred Harriman (parent par alliance du côté de son père, décédé)
- Bekka Wallis (cousine, décédée)
- Phyllis Dennifer (tante, décédée)
- Roy Dennefer (oncle, décédé)
- Roger (oncle, décédé)
- Julian (cousin, décédé)
- Liam (oncle, décédé)
- Mary-Margaret (cousine, décédée)
- Kindra (cousine, décédée)
- Derry Campbell (cousin, décédé)
- Brian Grey (oncle, décédé)
- Julia (tante, décédée)
- Fiona Knoblack (alias la Mère Obscure, ancêtre supposée)
- « Lady Grey » (ancêtre supposée)
- Rachel Summers (alias Marvel Girl, fille sur une Terre alternative (Terre-811 de Days of Future Past))
- Nate Grey (X-Man, progéniture créée génétiquement en éprouvette sur une Terre alternative (Terre-295 de l'Age of Apocalypse), décédé)

Source : Marvel-world.com

## Pouvoirs et capacités
Jean Grey est une mutante dotée de pouvoirs télépathiques et télékinésiques. En complément de ses pouvoirs, elle possède la force normale d’une femme de son âge et de sa constitution qui pratique des exercices physiques réguliers et modérés. Elle est par ailleurs diplômée du Metro College avec une spécialisation en psychologie. Des années plus tard, elle terminera une maîtrise à l'université Columbia, pendant son adhésion à l'équipe Facteur-X originelle. Elle est également une pilote d'avion compétente.
Compte tenu de ses pouvoirs, elle excelle dans le combat sur le plan astral. Elle a également maintenu un « lien psychique » avec son compagnon Scott Summers (Cyclope) pendant des années. Outre ses propres pouvoirs, elle utilisait également pour se déplacer l'avion supersonique Blackbird des X-Men et plus tard, pendant un temps, l’avion de l'équipe Facteur-X.
- Grâce à la télékinésie, Jean Grey peut déplacer les objets à distance ou les faire léviter. Elle peut également créer des champs de force temporaires qui lui permettent de résister à une explosion, aux rayons optiques de Cyclope, d'immobiliser quelqu'un dans les airs et de voler comme si elle se trouvait sur une surface invisible. Elle peut également dissoudre la matière, ou enflammer et réduire en cendres un homme, un objet, une substance.
- Ses pouvoirs de télépathe lui permettent de lire dans les pensées d'autrui, de créer des illusions dans les esprits, de se rendre invisible à la vue de certaines personnes, de manipuler les souvenirs des gens ou encore de détruire l'esprit de quelqu'un en se concentrant, provoquant la mort de la personne visée. Elle est par exemple capable de contrôler mentalement l’émission des rayons optiques de Cyclope afin que Scott puisse l’embrasser sans devoir porter sa visière ou ses lunettes en quartz rubis.
- Bien qu'elle possède des pouvoirs mentaux hors du commun, elle a du mal à se servir de Cerebro, la machine qui sert à détecter des êtres mutants car cette tâche exige un certain contrôle, ses pouvoirs étant très instables.

En devenant Phénix grâce à la Force Phénix (en), et après l’enseignement de Charles Xavier, alias le Professeur X, Jean Grey développe ses pouvoirs latents de télépathe à l’extrême, au point de devenir presque aussi puissante que Xavier lui-même. Elle est ensuite classée comme une mutante de niveau Oméga (Omega-level mutant), ayant son potentiel mutant le plus élevé et le plus fort lié avec la Force Phénix, avec laquelle elle obtient une puissance capable de vaincre même le tout-puissant Galactus,,.
Cependant, malgré ces pouvoirs portés à leur paroxysme, elle va tomber sous l’emprise du Cerveau et libérer le reste de « potentiel noir » qui sommeillait en elle.
- En tant que Phénix noir, la puissance de Jean Grey augmente de manière considérable. Elle est alors capable de réorganiser ou de désintégrer la matière à un niveau subatomique, de voler sans aide dans l'espace, de survivre dans n'importe quel environnement (même dans le noyau d'une étoile) et de manipuler les énergies électromagnétiques/cosmiques pour générer divers effets et perturbations atmosphériques. Elle peut par exemple créer instantanément des « trous de vers » (stargate) qui peuvent la transporter n'importe où dans l'univers. À ce niveau de puissance, elle est capable de vaincre facilement un héraut de Galactus[66],[67].
- Lorsqu’elle agit en tant qu'avatar de la Force Phénix, elle peut aussi créer un feu ou des flammes « cosmique » autour d'elle, même dans des situations apparemment impossibles, comme dans le vide de l'espace ou sous l'eau. Typiquement, son feu cosmique prend l'apparence d'un rapace ou d'une partie d'un rapace, comme des griffes ou des ailes. Elle a un contrôle mental parfait sur ces flammes, qui ne consument que ce qu'elle veut. Ce feu, qui n'a pas besoin d'oxygène pour fonctionner, brûle si intensément que la matière est consumée sans sous-produits tels que les cendres. On ne sait pas si ces flammes sont une extension de sa télékinésie ou de sa télépathie, voire une propriété plus générale de la Force Phénix. Son feu cosmique est aussi décrit comme une ponctuation littérale du but du Phénix, qui est de « brûler ce qui ne marche pas », et a été décrit de manière métaphorique comme « brûler par delà le mensonge et la tromperie »[67].
- La Force Phénix lui permet également de faire revivre, absorber, échanger ou préserver la force vitale de toute forme de vie, ce qui signifie qu'elle peut prendre l'énergie vitale d'une personne et la donner aux autres, se guérir elle-même avec cette énergie vitale, voire ressusciter les morts puisque le Phénix est la somme de toute vie et de toute mort[68],[67],[1].
- Elle est capable de manifester une « sensibilité télékinésique » (aussi appelée « Manifestation du Phénix ») autour des objets de son environnement proche, ce qui lui permet de ressentir la texture des objets, l’agencement de leurs molécules, tout comme les autres objets en contact avec eux[1].
- En tant que Phénix, Jean Grey est capable de ressusciter après la mort. Dans certaines représentations, ces résurrections apparaissent immédiatement après sa mort, tandis que dans d'autres il est indiqué que cette résurrection doit avoir lieu après un moment « correct », prenant parfois un siècle[1].

La relation entre Jean Grey et le Phénix (et la nature de ses pouvoirs) a été représenté de diverses manières tout au long de l'histoire du personnage. Dans l'intrigue initiale du Phénix, ces pouvoirs sont considérés comme les siens car étant une manifestation du vrai potentiel de Jean, comme voulu par Claremont et Byrne pour créer « la première super-héroïne cosmique ».
Cependant, depuis la restauration du Phénix en tant qu'entité distincte de Jean Grey, les représentations de ces pouvoirs varient ; ces représentations incluent Jean comme étant l'un des nombreux hôtes du Phénix et « empruntant » ses « pouvoirs de Phénix » durant cette période,, un hôte unique pour le Phénix, ou ne faisant qu'un avec le Phénix,.
Elle est plus tard décrite comme l'une des rares à détenir le titre de « Phénix blanc de la Couronne » (White Phoenix of the Crown) parmi les nombreux hôtes passés, présents et futurs du Phénix. Le terme « Phénix blanc de la Couronne », forme ultime du Phénix, fait référence au séphirot kabbaliste « Kether ».

## Apparitions dans d’autres médias

### Cinéma
| |  |  |
| Les actrices Famke Janssen et Sophie Turner sont les deux interprètes du personnage au cinéma : la première de 2000 à 2013 (de la trilogie originale X-Men à X-Men: Days of Future Past), la seconde à partir de 2016 (dans X-Men: Apocalypse et X-Men: Dark Phoenix). |  |  |

Interprétée par l’actrice Famke Janssen, Jean Grey est l’un des personnages principaux de la trilogie originale X-Men (2000-2006). (Notons que dans X-Men : L'Affrontement final, une version plus jeune de Jean Grey est également interprétée par Haley Ramm).
Janssen revient par la suite dans quelques scènes de Wolverine : Le Combat de l'immortel (2013), pour incarner une version fantasmée de Jean Grey, puis dans les dernières scènes de X-Men: Days of Future Past (2014).
Une version adolescente interprétée par l'actrice Sophie Turner est introduite dans X-Men: Apocalypse (2016), dont l'histoire se situe en 1983. Elle reprendra par la suite son rôle de Jean Grey dans X-Men: Dark Phoenix (2019), dont le personnage est au centre des événements de ce long-métrage où l'action se situe cette fois au début des années 1990.(Notons toutefois que dans le film, une version plus jeune du personnage est également interprétée par Summer Fontana).

### Séries d'animation
- 1992 : X-Men : doublée par Catherine Disher en VO et par Rafaèle Moutier et Francine Lainé en VF
- 2000-2003 : X-Men: Evolution : doublée par Venus Terzo en VO et par Laetitia Reva en VF
- 2008-2009 : Wolverine et les X-Men : doublée par Jennifer Hale en VO et par Laetitia Reva en VF
- 2012 : Iron Man: Armored Adventures (saison 2, épisode 17)
- 2024 : X-Men ’97 sur Disney+

### Jeux vidéo
- 1990 : X-Men II: The Fall of the Mutants
- 1995 : X-Men 2: Clone Wars
- 2000 : X-Men: Mutant Academy
- 2001 : X-Men: Mutant Academy 2
- 2002 : X-Men: Next Dimension
- 2004 : X-Men Legends
- 2005 : X-Men Legends II : L'Avènement d'Apocalypse
- 2006 : Marvel: Ultimate Alliance
- 2009 : Marvel: Ultimate Alliance 2
- 2011 : Marvel vs. Capcom 3: Fate of Two Worlds
- 2012 : Marvel Avengers: Battle for Earth
- 2013 : Marvel Heroes
- 2013 : Lego Marvel Super Heroes